# Virgin Books
Virgin Books est une maison d'éditions fondée en 1979. Elle est contrôlée à 90 % par Random House et à 10 % par Virgin Enterprises, la société originellement fondée par Richard Branson en tant que maison de disques.